# هزاردستان (سرده)
هزاردستان (نام علمی: Luscinia) سرده‌ای از پرندگان گنجشک‌سان ریزجثه است که شامل بلبل‌ها و خویشاوندانشان می‌شود. اعضای این سرده پیشتر در تیره توکایان قرار داشتند، اما امروزه به عنوان مگس‌گیران بر قدیم شناخته می‌شوند.
نام علمی این سرده (Luscinia) پیش‌تر توسط پلینی در دهه ۷۰ میلادی در کتاب تاریخ طبیعی خود برای اشاره به بلبل‌ها و پرندگان مشابهش استفاده شده است. از دیدگاه ریشه‌شناسی می‌توان این نام را برآمده از واژگان لاتین luscus (به معنای «کمتر دیده‌شده»)، یا clueō (به معنای «شناخته شده و مشهور») یا canō (به معنای «آوازخوانی») دانست. از این رو می‌توان آن را به صورت «آوازخوان کمتر دیده‌شده» یا «آوازخوان مشهور» بازگردانی کرد.

## گونه‌ها
اعضای این سرده عبارتند از:
- گلوآبی، Luscinia svecica
- گلویاقوتی سیبری، Luscinia calliope
- مگس‌خوار دم‌خرمایی، Luscinia sibilans
- بلبل خالدار، Luscinia luscinia
- بلبل هزاردستان، Luscinia megarhynchos
- مگس‌خوار هندی، Luscinia brunnea
- گلویاقوتی هیمالیا، Luscinia pectoralis
- مگس‌خوار سرخرمایی، Luscinia ruficeps
- گلوسیاه، Luscinia obscura
- گلوآتشی، Luscinia pectardens
- سینه‌سرخ آبی سیبری، Luscinia cyane